# New Island
New Island ist ein irischer Verlag für zeitgenössische Literatur, der 1992 unter dem Namen New Island Books gegründet wurde, inzwischen jedoch nur noch unter New Island firmiert. Der Verlagssitz ist Dublin.
New Island Books entstand nach dem Ende der 1977 von Dermot Bolger (* 1959) gegründeten Raven Arts Press als Verlag für Lyrik und dramatische Literatur insbesondere junger oder noch unbekannter irischer Autoren; „founding editor“ war ebenfalls Bolger. Inzwischen ist New Island der führende irische Verlag für Belletristik und Sachliteratur zeitgenössischer irischer Autoren geworden. Bolger ist nicht mehr in der Verlagsleitung vertreten; jedoch wird von New Island der Großteil seines Werks verlegt. Heutiger Verleger von New Island ist Edwin Higel (Stand Ende 2022).
Zu den von New Island verlegten Autoren gehören:
Cecelia Ahern, Sebastian Barry, Maeve Binchy, Dermot Bolger, Maeve Brennan, Anthony Cronin, Roddy Doyle, Nick Hornby, Nuala Ní Dhomhnaill, Gemma O’Connor, Joseph O’Connor, Nuala O’Faolain, Kate Thompson.